# Elisabeth Müller (auteur)
Elisabeth Müller (actrice)
Pour les articles homonymes, voir Müller.
Œuvres principales
Die sechs Kummerbuben (1942)
Elisabeth Müller, née le 21 septembre 1885 à Langnau im Emmental et morte le 22 juin 1977 à Hünibach, est un écrivain suisse d'expression allemande.
Elle est l'auteur de livres pour enfants et adolescents et d'histoires en dialecte. Son livre le plus célèbre, Die sechs Kummerbuben (de), paru en 1942, est adapté au cinéma et en série télévisée par Franz Schnyder en 1968.

## Biographie

### Origines et famille
Elisabeth Müller naît le 21 septembre 1885 à Langnau im Emmental, dans le canton de Berne. Elle est originaire de la ville de Berne. 
Son père est le pasteur Ernst Müller (de) ; sa mère est née Anna Luise Rüetschi. Sixième enfant du couple, elle perd sa mère à un jeune âge. 
Elle reste célibataire toute sa vie et habite à Thoune puis à Hünibach avec sa sœur aînée, Marieli.

### Études et parcours professionnel
Après l'école normale à Berne, Elisabeth Müller devient institutrice à Lützelflüh en 1901, puis à Berne à partir de 1905,. 
Atteinte d'une grave tuberculose, elle fait une cure à Leysin de 1913 à 1918. Une fois rétablie, elle dirige à partir de 1924 une école privée à Thoune, où elle enseigne également la méthodologie à l'école normale.

### Écriture
Après de premiers succès littéraires avec Vreneli en 1916 et Theresli en 1918, Elisabeth Müller s'installe à Hünibach en 1935 et se consacre alors entièrement à l'écriture.
Elle rédige des livres pour enfants et adolescents en allemand émaillé de traits dialectaux, ainsi que des histoires en dialecte (Heilegi Zyt en 1933 ; Heimatbode en 1955). Son livre le plus célèbre, Die sechs Kummerbuben (de), paru en 1942, est adapté au cinéma et en série télévisée par Franz Schnyder en 1968.

### Mort
Elisabeth Müller meurt le 22 juin 1977 à Hünibach, dans le canton de Berne, à l'âge de 91 ans.

## Prix et distinctions
- 1939 et 1955 : prix de littérature de la ville de Berne[1]
- 1946 : prix du Livre suisse pour la jeunesse (de)[1]
- 1954 : doctorat honoris causa de l'Université de Berne[1] (trad. : « pour son œuvre louable dans l'esprit de  Gotthelf, à titre de poète pour la jeunesse et d'écrivain ayant développé son propre style, un style suisse au meilleur sens du terme, et à titre d'éducatrice et de protectrice de la famille et de l'humanité et pour l'aide qu'elle a apportée à son prochain en temps de guerre comme en temps de paix »[n 1])
- 1954 : citoyenneté d'honneur de Langnau im Emmental[4]
- 1967 : citoyenneté d'honneur d'Hilterfingen[3]

## Œuvre

### Livres pour enfants
- (de) Vreneli : eine Geschichte für Kinder und alle, welche sich mit ihnen freuen können, Berne, A. Francke (de), 1916, 256 p.
- (de) Theresli: eine Geschichte für Kinder und alle, welche sich mit ihnen freuen können, Berne, A. Francke (de), 1918, 253 p.
- (de) Christeli : Eine Geschichte für Kinder und alle, welche sich mit ihnen freuen können, Berne, A. Francke (de), 1920, 286 p.
- (de) Die beiden B: Bärtschis und Bobelis Familiengeschichte, Berne, A. Francke (de), 1945, 360 p.

### Romans
- (de) Die sechs Kummerbuben, Muri bei Bern, Cosmos-Verlag (de), 1942, 295 p. (ISBN 3305002026)
- (de) Die Quelle, Berne, A. Francke (de), 1950, 341 p. (souvenirs d'enfance)[3]

### Autres
- (gsw) Heilegi Zyt: Gschichte für i d'Wiehnachtsstube, Berne, A. Francke (de), 1933, 95 p.
- (gsw) Heimatbode. Bärndütschi Gschichte, Berne, A. Francke (de), 1955, 154 p.

## Archives
Ses archives sont conservées à la Bibliothèque de la Bourgeoisie de Berne.